# FC Bucovina Cernăuți
Football Club Bucovina Cernăuți este un club de fotbal ucrainean din Cernăuți. În prezent echipa evoluează în Perșa Liha, eșalonul secund al fotbalului ucrainean. Între 1992–1994, echipa a evoluat în Premier Liga, iar în perioada sovietică a participat în Prima Ligă Sovietică până în 1991.
Clubul a fost fondat în 1952 sub denumirea ”Burevisnik Cernivțî”.

## Istoric denumiri

Logo-ul pre 2009
Logo-ul din 2009

| An           | Nume       |
| 1952–1958    | Burevisnik |
| 1958–1964    | Avanhard   |
| 1965–prezent | Bucovina   |

## Lotul actual
Conform site-ului oficial, la 6 mai 2013.
| Nr. |         | Poziție | Jucător               |
| --- | ------- | ------- | --------------------- |
| 2   | Ucraina | F       | Andriy Donets'        |
| 3   | Ucraina | F       | Andriy Yatlenko       |
| 4   | Ucraina | M       | Dmytro Zozulya        |
| 5   | Ucraina | F       | Rizvan Ablitarov      |
| 6   | Ucraina | M       | Yevhen Kolesnyk       |
| 7   | Ucraina | M       | Roman Dorosh          |
| 10  | Ucraina | A       | Stepan Makoviychuk    |
| 11  | Ucraina | M       | Serhiy Sibiryakov     |
| 15  | Ucraina | F       | Oleksandr Vechtomov   |
| 16  | Ucraina | F       | Artur Novotryasov     |
| 17  | Ucraina | M       | Volodymyr Monastyrsky |
| 18  | Ucraina | A       | Oleksandr Semenyuk    |

| Nr. |          | Poziție | Jucător               |
| --- | -------- | ------- | --------------------- |
| 19  | Ucraina  | M       | Taras Yavorskyi       |
| 20  | Ucraina  | M       | Borys Orlovskyi       |
| 21  | Ucraina  | M       | Yevhen Santrapinskykh |
| 22  | Ucraina  | M       | Artem Elov            |
| 24  | Ucraina  | A       | Ruslan Platon         |
| 25  | Ucraina  | F       | Volodymyr Nayko       |
| 27  | Ucraina  | M       | Vladyslav Lupashko    |
| 28  | Ucraina  | M       | Maksym Borovets       |
| 33  | Ucraina  | P       | Serhiy Tukach         |
| 42  | Brazilia | M       | Alan                  |
| 47  | Ucraina  | P       | Bohdan Kohut          |
| 77  | Ucraina  | M       | Anton Savin           |

## Palmares
- Druha Liha: 2

1999/2000 Campioană (Grupa A)
2009/2010 Campioană (Grupa A)
- Perșa Liha: 1

Vice-campioană
1995/96

## Istoric evoluții
| Sezon   | Div.  | Poz. | M  | V  | R  | Î  | GM | GP | P  | Cupă                     | Europa | Europa | Note         |
| ------- | ----- | ---- | -- | -- | -- | -- | -- | -- | -- | ------------------------ | ------ | ------ | ------------ |
| 1992    | 1 "B" | 6    | 18 | 7  | 4  | 7  | 17 | 16 | 18 | 1/8 de finală            |        |        |              |
| 1992–93 | 1     | 12   | 39 | 9  | 8  | 13 | 27 | 32 | 26 | 1/16 de finală           |        |        |              |
| 1993–94 | 1     | 17   | 34 | 7  | 6  | 21 | 25 | 51 | 20 | 1/8 de finală            |        |        | Retrogradare |
| 1994–95 | 2     | 15   | 42 | 16 | 5  | 21 | 43 | 45 | 53 | 1/64 de finală           |        |        |              |
| 1995–96 | 2     | 2    | 42 | 30 | 5  | 7  | 83 | 34 | 95 | 1/32 de finală           |        |        |              |
| 1996–97 | 2     | 9    | 46 | 19 | 10 | 17 | 64 | 51 | 67 | 1/16 de finală           |        |        |              |
| 1997–98 | 2     | 18   | 42 | 14 | 11 | 17 | 36 | 50 | 53 | 1/16 de finală           |        |        |              |
| 1998–99 | 2     | 18   | 38 | 6  | 9  | 23 | 26 | 68 | 27 | 1/128 de finală          |        |        | Retrogradare |
| 1999-00 | 3 "A" | 1    | 30 | 22 | 7  | 1  | 65 | 13 | 73 | 1/4 de finală Cupa Ligii |        |        | Promovare    |
| 2000–01 | 2     | 18   | 34 | 6  | 8  | 20 | 18 | 41 | 26 | 1/16 de finală           |        |        | Retrogradare |
| 2001–02 | 3 "A" | 7    | 36 | 17 | 8  | 11 | 40 | 41 | 59 | Runda 2                  |        |        |              |
| 2002–03 | 3 "A" | 13   | 28 | 6  | 6  | 16 | 20 | 39 | 35 | 1/32 de finală           |        |        |              |
| 2003–04 | 3 "A" | 12   | 30 | 8  | 9  | 13 | 23 | 36 | 33 | 1/32 de finală           |        |        |              |
| 2004–05 | 3 "A" | 6    | 28 | 14 | 6  | 8  | 33 | 22 | 48 | 1/32 de finală           |        |        |              |
| 2005–06 | 3 "A" | 6    | 28 | 13 | 5  | 10 | 38 | 33 | 44 | 1/16 de finală           |        |        |              |
| 2006–07 | 3 "A" | 10   | 28 | 5  | 12 | 11 | 22 | 40 | 27 | 1/32 de finală           |        |        |              |
| 2007–08 | 3 "A" | 4    | 30 | 17 | 6  | 7  | 43 | 23 | 57 | Nu a participat          |        |        |              |
| 2008–09 | 3 "A" | 9    | 32 | 14 | 2  | 16 | 29 | 39 | 44 | 1/64 de finală           |        |        |              |
| 2009–10 | 3 "A" | 1    | 20 | 15 | 3  | 2  | 35 | 12 | 48 | 1/64 de finală           |        |        | Promovare    |
| 2010–11 | 2     | 7    | 34 | 17 | 5  | 12 | 48 | 45 | 56 | 1/32 de finală           |        |        |              |
| 2011–12 | 2     | 6    | 34 | 15 | 12 | 7  | 38 | 29 | 57 | 1/8 de finală            |        |        |              |
| 2012–13 | 2     | 4    | 34 | 16 | 10 | 8  | 49 | 33 | 58 | 1/32 de finală           |        |        |              |
| 2013–14 | 2     |      |    |    |    |    |    |    |    | 1/16 de finală           |        |        |              |